# Matitone
Il Matitone (ufficialmente San Benigno Torre Nord) è un grattacielo italiano, situato nel quartiere di San Benigno di Genova, tra il quartiere di S. Teodoro e Sampierdarena. Si tratta di uno degli edifici più alti e caratteristici del capoluogo ligure, in virtù della sua particolare forma architettonica che ricorda una matita.

## Storia
L'edificio è stato progettato dallo studio Skidmore, Owings and Merrill alla fine degli anni '80, uno dei più grandi studi di ingegneria, architettura e urbanistica statunitense, in collaborazione con gli architetti Mario Lanata e Andrea Messina per divenire un moderno edificio per uffici. La costruzione del complesso è iniziata il 16 novembre 1987 ed è terminata nel novembre 1990, in vista delle Colombiadi del 1992.

## Descrizione
Il grattacielo sorge nel quartiere di San Teodoro, nella zona di San Benigno, in prossimità del casello autostradale di Genova-Ovest e della stazione Dinegro della metropolitana di Genova. Si trova posizionato dirimpetto alla torre della Lanterna, restando visibile sia dal porto, sia da tutta la zona ovest della città.
È alto 109 metri, suddivisi in 26 piani fuori terra. È l'edificio più alto di Genova, superando di un solo metro la centrale Torre Piacentini. Il grattacielo presenta tre corpi di fabbrica: gli uffici al centro, i parcheggi a ovest e l'area commercio a est, tra via Cantore e via di Francia.
Vi sono anche due giardini: uno a ovest, intitolato all'industriale Angelo Costa, l'altro a Luigi Rum, partigiano e sindacalista.
La volontà non era quella di costruire un edificio a forma di matita, ma la forma architettonica dell'edificio gli è valsa l'appellativo popolare di "Matitone" per via della sua somiglianza a una grande matita appunto e che sarebbe invece ispirata all'ottagonale torre campanaria della chiesa di San Donato sita nel centro storico di Genova. Le facciate presentano un rivestimento a fasce alterne in granito grigio e vetrate verdi. La copertura piramidale, invece, è realizzata in rame. La bandiera con la croce di San Giorgio, simbolo di Genova, sventola sulla sua sommità. 
Attualmente il grattacielo è sede anche di alcuni uffici del Comune di Genova.
A Savona è presente il "Matitino", un piccolo grattacielo che ha forme simili al Matitone ed è stato chiamato così proprio per ricordare il fratello "maggiore" genovese.

## Cinema
Il grattacielo è visibile nei film Padre e figlio di Pasquale Pozzessere, 500! di Giovanni Robbiano, Lorenzo Vignolo e Matteo Zingirian, e Voci di Franco Giraldi.

## Galleria d'immagini

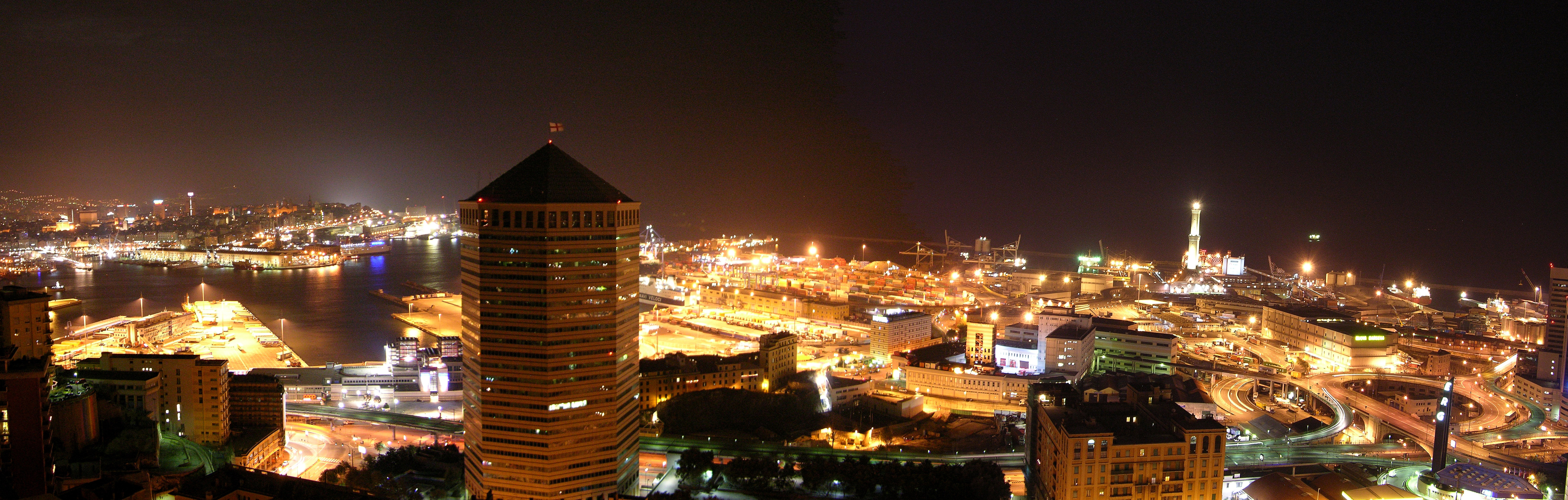
Il grattacielo in una panoramica notturna
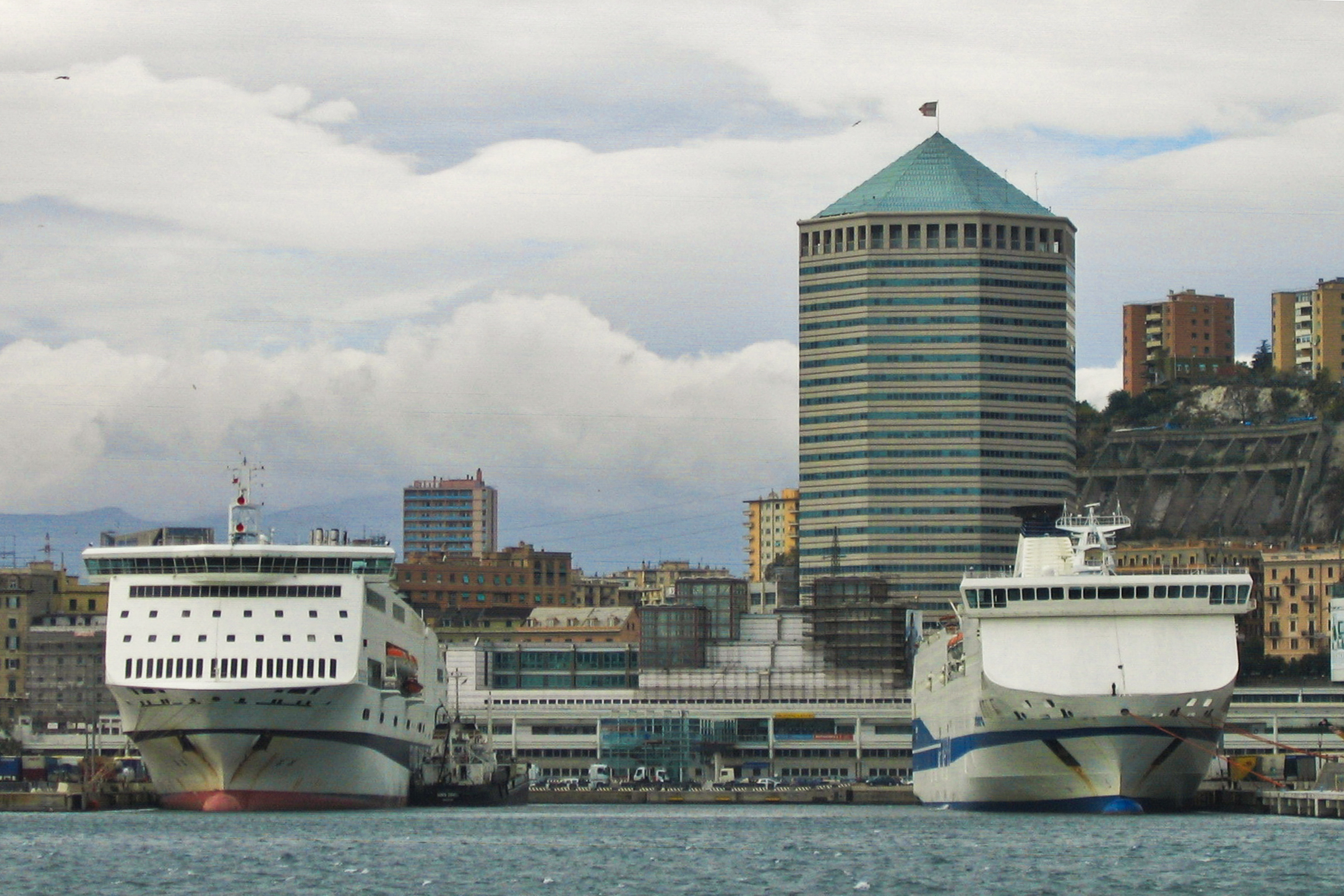
Il Matitone visto dal porto
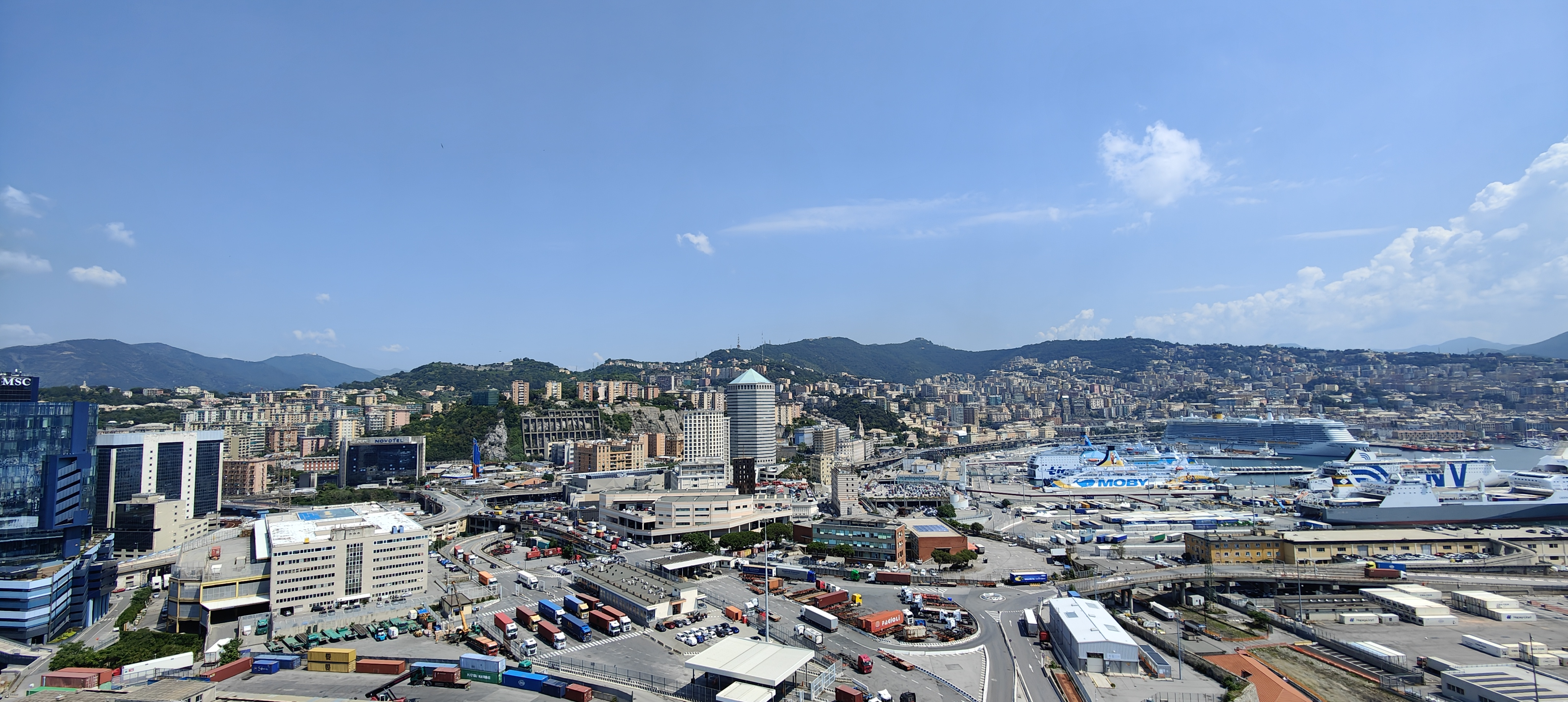
Il Matitone (al centro) visto dalla Lanterna
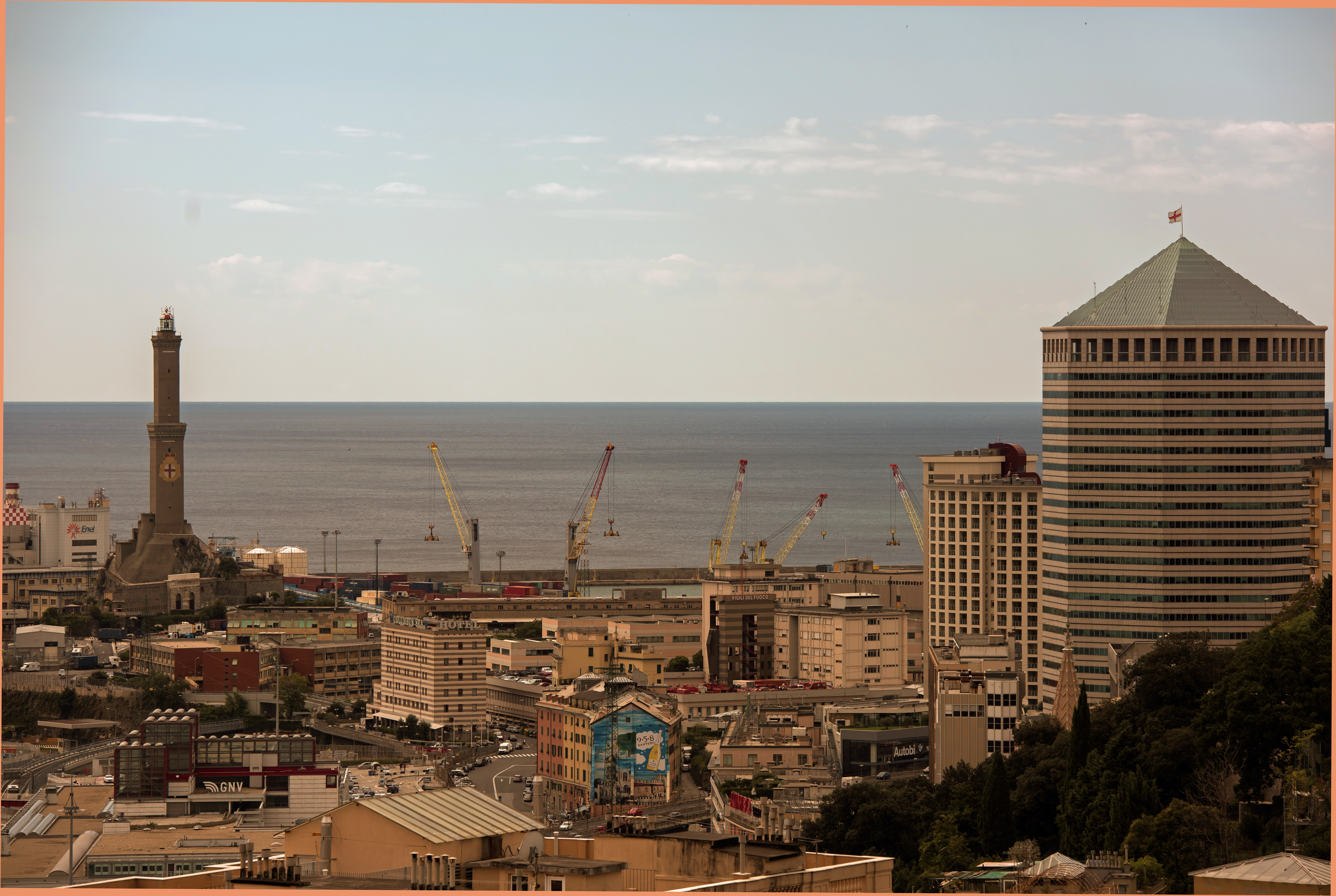
Il Matitone con la Lanterna, fotografati dal Colle di San Benigno